# Bakwa
Bakwa (Pasjtoe: بکواه) is een district in de provincie Farāh in Afghanistan. De bevolking, Pashtun, werd in november 2004 op 79.529 geschat. Het centrum heet Sultani Bakwa. Het is gelegen op een hoogte van 726 m.